# Kids Are Alright
Kids Are Alright è un singolo della cantante canadese Tate McRae, pubblicato dall'etichetta discografica RCA Records il 29 marzo 2019.

## Tracce
1. Kids Are Alright – 2:58